# Patricia Wettig
Patricia Wettig née le 4 décembre 1951 à Cincinnati, (Ohio, États-Unis), est une actrice et productrice américaine.

## Biographie
Patricia Anne Wettig a fait ses études à l'université Wesleyan de l'Ohio et est sortie diplômée de l'université Temple en 1975. 
Elle est principalement connue en tant qu'actrice de télévision. En particulier, elle a reçu d'excellentes critiques ainsi que de nombreuses récompenses pour le rôle de Nancy Weston dans la série télévisée d'ABC Génération Pub.

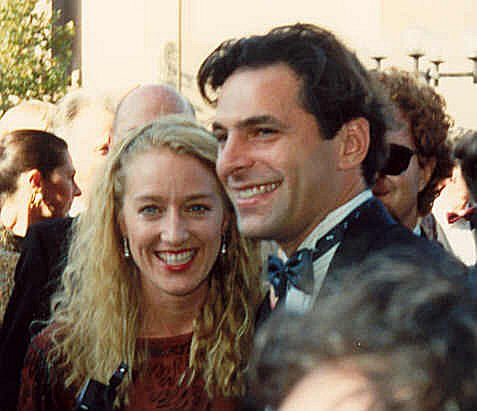
Patricia Wettig et son mari Ken Olin aux 41e Emmy Awards, 1989.

Elle est mariée avec l'acteur et producteur américain Ken Olin, avec qui elle a deux enfants Clifford (né en 1983) et Roxanne (née en 1986). Il produit notamment la série Brothers and Sisters dans laquelle elle interprète le rôle de Holly Harper.
Elle tient des rôles récurrents dans les séries Alias ou elle joue le rôle du Dr Judy Barnett et dans Prison Break ou elle joue le rôle de Caroline Reynolds.
Au cinéma, on l'a vue dans les films : La Liste noire, La Vie, l'Amour, les Vaches, L'Or de Curly et Bongwater.

## Filmographie

### Cinéma
- 1991 : La Liste noire (Guilty by Suspicion) : Dorothy Nolan
- 1991 : La Vie, l'Amour, les Vaches (City Slickers) : Barbara Robbins
- 1992 : Me and Veronica : Veronica
- 1994 : L'Or de Curly (City Slickers II: The Legend of Curly's Gold) : Barbara Robbins
- 1997 : Bongwater de Richard Sears : Mom
- 1998 : Dancer, Texas, le rêve de la ville (Dancer, Texas Pop. 81) : Mrs. Lusk

### Télévision
- 1982 : Parole
- 1988 : Police Story: Cop Killer - Dede Mandell
- 1987 - 1991 : Génération Pub - Nancy Weston
- 1991 : Silent Motive - Laura Bardell
- 1992 : Taking Back My Life: The Nancy Ziegenmeyer Story - Nancy Ziegenmeyer
- 1994 : Le Labyrinthe des sentiments (en) - Rebecca Ferguson Stone
- 1995 : Les Langoliers (The Langoliers) - Laurel Stevenson
- 1995 : Nothing But the Truth - Jill Ross
- 1995 : Kansas - Virginia Farley
- 1995 : Courthouse (en) - le juge Justine Parkes
- 2002 - 2004 : Alias - le Dr Judy Barnett
- 2005 - 2007 : Prison Break - Caroline Reynolds
- 2005 : Lackawanna Blues - la mère de Laura
- 2006 - 2011 : Brothers and Sisters - Holly Harper
- 2010 : La 19e Épouse (The 19th Wife) - BeckyLyn

## Productrice
- 1995 : Kansas (TV)

## Distinctions

### Récompenses
- Golden Globes 1991
  - Meilleure actrice dans une série télévisée (Génération Pub)
- Emmy Awards 1988 
  - Meilleure actrice de second rôle dans une série dramatique (Génération Pub)
- Emmy Awards 1990 
  - Meilleure actrice dans une série dramatique (Génération Pub)
- Emmy Awards 1991 
  - Meilleure actrice dans une série dramatique (Génération Pub)